# Кривий Ріг-2 (автостанція)
Автостанція «Кривий Ріг-2» - автостанція в історичному центрі міста Кривого Рогу.

## Основні напрямки

### Місцевого формування
- Кривий Ріг-2 — Дніпро
- Кривий Ріг-2 — Інгулець
- Кривий Ріг-2 — Олександрія
- Кривий Ріг-2 — Долинська
- Кривий Ріг-2 — Софіївка
- Кривий Ріг-2 — Апостолове
- Кривий Ріг-2 — Бобринець
- Кривий Ріг-2 — Анастасівка (Криворізький район)
- Кривий Ріг-2 — Варварівка (Кропивницький район)
- Кривий Ріг-2 — Велика Долина
- Кривий Ріг-2 — Високопілля
- Кривий Ріг-2 — Жовте (Апостолівська міська громада)
- Кривий Ріг-2 — Златоустівка (Криворізький район)
- Кривий Ріг-2 — Іванівка
- Кривий Ріг-2 — Данилівка (Криворізький район)
- Кривий Ріг-2 — Кошове
- Кривий Ріг-2 — Курганка
- Кривий Ріг-2 — Лозуватка (Криворізький район)
- Кривий Ріг-2 — Нива Трудова
- Кривий Ріг-2 — Новий Кременчук
- Кривий Ріг-2 — Нововасилівка (Вільнозапорізька сільська громада)
- Кривий Ріг-2 — Новолазарівка
- Кривий Ріг-2 — Новомиргород
- Кривий Ріг-2 — Радіонівка
- Кривий Ріг-2 — Радушне
- Кривий Ріг-2 — Ранній Ранок
- Кривий Ріг-2 — Троїцько-Сафонове
- Кривий Ріг-2 — Христофорівка

### Транзитні
- Кривий Ріг — Кропивницький